# Чоловік з галасливим мозком
«Чоловік з галасливим мозком» (англ. Man with the Screaming Brain) — фільм 2005 року режисера Брюса Кемпбелла.

## Сюжет
Американський промисловець Вільям Коул приїжджає в Болгарію, де знайомиться з божевільним ученим доктором Івановим, який експериментує з препаратом, що дозволяє з'єднувати людські мізки. Але незабаром бізнесмена вбивають, й доктор Іванов воскрешає його, замінивши пошкоджену частину мозку мозком колишнього агента КДБ, а нині водія таксі Єгора. Тепер мізки двох ідеологічних супротивників, комуніста і капіталіста, змушені співіснувати в одному тілі. І їм обов'язково потрібно знайти спільну мову, щоб спробувати зловити таємничу циганку, яка вбила їх обох.

## У ролях
| Актор              | Роль          |
| ------------------ | ------------- |
| Брюс Кемпбелл      | Вільям Коул   |
| Тамара Горська     | Татойа        |
| Тед Реймі          | Павло         |
| Антоінетта Байрон  | Джекі Коул    |
| Стейсі Кіч         | доктор Іванов |
| Владимир Колев     | Єгор          |
| Валентин Гіасбелі  | Юрій          |
| Велізар Бінев      | мер           |
| Райчо Васильєв     | бармен        |
| Йонас Талкінгтон   | Ларрі         |
| Михаїл Єленов      | панк          |
| Неда Соколовська   | офіціантка    |
| Ремінгтон Франклін | панк у барі   |
| Тодор Ніколов      | доктор Мітов  |